# Greklands damlandslag i vattenpolo
Greklands damlandslag i vattenpolo (grekiska: Εθνική Ελλάδας υδατοσφαίρισης γυναικών) representerar Grekland i vattenpolo på damsidan. Laget gjorde olympisk debut 2004 på hemmaplan i Aten och tog genast OS-silver. Fyra år senare i Peking slutade laget på åttonde plats.
De grekiska vattenpolodamernas största seger hittills inträffade i samband med världsmästerskapen i simsport 2011 i Shanghai. I VM-guldlaget ingick Eleni Kouvdou, Christina Tsoukala, Antiopi Melidoni, Ilektra Maria Psouni, Kyriaki Liosi, Alkisti Avramidou, Alexandra Asimaki, Antigoni Roumpesi, Angeliki Gerolymou, Triantafyllia Manolioudaki, Stavroula Antonakou, Georgia Lara och Eleni Goula, med Giorgos Morfesis som tränare. Under Morfesis vann laget även EM-silver 2010, 2012 och under Kammenou även EM-silver 2022.
Den första stora segern kom i FINA Women's Water Polo World League 2005 i Kirisji i Ryssland. I World League har de grekiska damerna även tagit tre bronsmedaljer (2007, 2010 och 2012).

## Resultat

### Olympiska spel
- 2004 –   Silvermedalj
- 2008 – Åtta
- 2024 – Sjua

### Världsmästerskap
- 1998 – Femma
- 2001 – Sjua
- 2003 – Nia
- 2005 – Femma
- 2007 – Åtta
- 2009 – Fyra
- 2011 –   Guldmedalj
- 2013 – Sexa
- 2015 – Sexa
- 2017 – Sjua
- 2019 – Åtta
- 2022 – Sjua
- 2023 – Åtta
- 2024 – Fyra
- 2025 –   Guldmedalj

### World League
- 2004 – Sexa
- 2005 –  Guldmedalj
- 2007 –  Bronsmedalj
- 2009 – Sjua
- 2010 –  Bronsmedalj
- 2011 – Sjua
- 2012 –  Bronsmedalj
- 2020 – Sexa

### Europamästerskap
- 1989 – Sjua
- 1991 – Sjua
- 1993 – Sjua
- 1995 – Fyra
- 1997 – Sjua
- 1999 – Femma
- 2001 – Fyra
- 2003 – Femma
- 2006 – Sexa
- 2008 – Sexa
- 2010 –  Silvermedalj
- 2012 –  Silvermedalj
- 2014 – Sexa
- 2016 – Femma
- 2018 –  Silvermedalj
- 2020 – Sexa
- 2022 –  Silvermedalj
- 2024 –  Bronsmedalj